# Gamsfluchten
Il  Gamsfluchten  è una montagna dei Monti del Kaiser nel Tirolo austriaco, con due cime. La catena montuosa è composta dall'Hintere Gamsflucht (2.140  m slm) a nord e dal Vordere Gamsflucht (2.203  m slm) a sud, più alto. Entrambe le cime appartengono al comune di Kirchdorf in Tirol

## Geografia
La catena del Gamsfluchten si erge immediatamente a nord del Lärchegg come sezione centrale della cresta che si dirige a sud verso l'Ackerlspitze, trovandosi quindi nella parte orientale dei Monti del Kaiser (Kaiser orientale). Di fronte a ovest si trova il Mitterkaiser, con l' alto circo glaciale della Kleiner Griesener Tor in mezzo. Sono separati dal Lärchegg dai passi Südliches e Nordliches Griesschartl. Verso l'Ackerlspitze, subito dopo la cima del Vordere Gamsflucht, c'è una cengia ripida con un intaglio che punta a sud. Entrambe le cime presentano una suggestiva cresta nord-sud con diverse torri di cresta, e ciascuna precipita a est e a ovest in ripide pareti rocciose fino alla Kleines Griesner Tor (versante ovest) e pareti alte 600 m fino alla Kreidegrube (versante est).

## Alpinismo
La roccia è in parte marcia e spesso fragile, quindi le cime sono raramente visitate. Entrambe le cime sono raggiungibili solo tramite arrampicata; esperienza alpinistica, passo sicuro, assenza di vertigini, buone condizioni fisiche, senso dell'orientamento e abilità di arrampicata sono quindi essenziali. Non ci sono percorsi segnalati o assicurati (nessuno spit) che conducano alle cime. L'unico campo base è il rifugio Fritz Pflaum.
La cima dell'Hintere Gamsflucht richiede un'arrampicata non protetta con un livello di difficoltà II grado sulla scala UIAA . Innanzitutto si sale dalla valle Kaiserbachtal o dal rifugio Fritz-Pflaum-Hütte fino alla Kleiner Griesener Tor e poi si prosegue sul percorso segnalato verso il Lärchegg. Dove questo percorso lascia il grande e ripido circo ghiaioso a nord, si continua a salire fino alla forcella meridionale (Südliches Griesschartl). Da lì si scende verso est e si prosegue verso sud attraverso balze erbose per raggiungere un canalone simile a una gola, che viene utilizzato per raggiungere la cresta nord. Dopo una traversata sul versante ovest, si raggiunge la cima e il libro di vetta attraverso la cresta. Il tempo necessario dalla Kleiner Griesener Tor è di circa 2 ore.
Il Vordere Gamsflucht richiede un'arrampicata non protetta di difficoltà III sulla scala UIAA (III-). Il punto di partenza si trova nella parte inferiore del sentiero nord dal Griesener Kar all'Ackerlspitze. Il sentiero nord è raggiungibile tramite la Große Griesener Tor passando per il rifugio Fritz-Pflaum-Hütte o tramite la Kleine Griesener Tor dalla valle Kaiserbachtal. Il percorso segnalato fino all'Ackerlspitze abbandona il versante est, dove inizia a svilupparsi in una salita evidente con tornanti sul ghiaione erboso. Dopo aver attraversato un canalone, il percorso attraversa, seguendo in parte i segnavia sul ghiaione erboso e salendo per canaloni, fino alla cresta di collegamento che corre dall'Ackerlspitze al Vordere Gamsflucht. Seguendo la cresta, aggirando le torri di cresta sul versante est, si raggiunge l'intaglio prima della struttura sommitale. Da lì, si sale su una lastra, attraverso un camino e una sporgenza fino alla cima anteriore, per poi continuare attraverso una tacca fino alla vetta.
Su entrambe le montagne ci sono altri percorsi di arrampicata più difficili, ma sono molto rari.